# Volný sloupec
|   | a | b | c | d | e | f | g | h |   |
| 8 | e8 černý kroužek · a7 černý pěšec · b7 černý pěšec · c7 černý pěšec · d7 černý pěšec · e7 černý křížek · f7 černý pěšec · g7 černý pěšec · h7 černý pěšec · e6 černý křížek · e5 černý křížek · e4 černý křížek · e3 černý křížek · a2 bílý pěšec · b2 bílý pěšec · c2 bílý pěšec · d2 bílý pěšec · e2 černý křížek · f2 bílý pěšec · g2 bílý pěšec · h2 bílý pěšec · e1 černý kroužek | e8 černý kroužek · a7 černý pěšec · b7 černý pěšec · c7 černý pěšec · d7 černý pěšec · e7 černý křížek · f7 černý pěšec · g7 černý pěšec · h7 černý pěšec · e6 černý křížek · e5 černý křížek · e4 černý křížek · e3 černý křížek · a2 bílý pěšec · b2 bílý pěšec · c2 bílý pěšec · d2 bílý pěšec · e2 černý křížek · f2 bílý pěšec · g2 bílý pěšec · h2 bílý pěšec · e1 černý kroužek | e8 černý kroužek · a7 černý pěšec · b7 černý pěšec · c7 černý pěšec · d7 černý pěšec · e7 černý křížek · f7 černý pěšec · g7 černý pěšec · h7 černý pěšec · e6 černý křížek · e5 černý křížek · e4 černý křížek · e3 černý křížek · a2 bílý pěšec · b2 bílý pěšec · c2 bílý pěšec · d2 bílý pěšec · e2 černý křížek · f2 bílý pěšec · g2 bílý pěšec · h2 bílý pěšec · e1 černý kroužek | e8 černý kroužek · a7 černý pěšec · b7 černý pěšec · c7 černý pěšec · d7 černý pěšec · e7 černý křížek · f7 černý pěšec · g7 černý pěšec · h7 černý pěšec · e6 černý křížek · e5 černý křížek · e4 černý křížek · e3 černý křížek · a2 bílý pěšec · b2 bílý pěšec · c2 bílý pěšec · d2 bílý pěšec · e2 černý křížek · f2 bílý pěšec · g2 bílý pěšec · h2 bílý pěšec · e1 černý kroužek | e8 černý kroužek · a7 černý pěšec · b7 černý pěšec · c7 černý pěšec · d7 černý pěšec · e7 černý křížek · f7 černý pěšec · g7 černý pěšec · h7 černý pěšec · e6 černý křížek · e5 černý křížek · e4 černý křížek · e3 černý křížek · a2 bílý pěšec · b2 bílý pěšec · c2 bílý pěšec · d2 bílý pěšec · e2 černý křížek · f2 bílý pěšec · g2 bílý pěšec · h2 bílý pěšec · e1 černý kroužek | e8 černý kroužek · a7 černý pěšec · b7 černý pěšec · c7 černý pěšec · d7 černý pěšec · e7 černý křížek · f7 černý pěšec · g7 černý pěšec · h7 černý pěšec · e6 černý křížek · e5 černý křížek · e4 černý křížek · e3 černý křížek · a2 bílý pěšec · b2 bílý pěšec · c2 bílý pěšec · d2 bílý pěšec · e2 černý křížek · f2 bílý pěšec · g2 bílý pěšec · h2 bílý pěšec · e1 černý kroužek | e8 černý kroužek · a7 černý pěšec · b7 černý pěšec · c7 černý pěšec · d7 černý pěšec · e7 černý křížek · f7 černý pěšec · g7 černý pěšec · h7 černý pěšec · e6 černý křížek · e5 černý křížek · e4 černý křížek · e3 černý křížek · a2 bílý pěšec · b2 bílý pěšec · c2 bílý pěšec · d2 bílý pěšec · e2 černý křížek · f2 bílý pěšec · g2 bílý pěšec · h2 bílý pěšec · e1 černý kroužek | e8 černý kroužek · a7 černý pěšec · b7 černý pěšec · c7 černý pěšec · d7 černý pěšec · e7 černý křížek · f7 černý pěšec · g7 černý pěšec · h7 černý pěšec · e6 černý křížek · e5 černý křížek · e4 černý křížek · e3 černý křížek · a2 bílý pěšec · b2 bílý pěšec · c2 bílý pěšec · d2 bílý pěšec · e2 černý křížek · f2 bílý pěšec · g2 bílý pěšec · h2 bílý pěšec · e1 černý kroužek | 8 |
| 7 | e8 černý kroužek · a7 černý pěšec · b7 černý pěšec · c7 černý pěšec · d7 černý pěšec · e7 černý křížek · f7 černý pěšec · g7 černý pěšec · h7 černý pěšec · e6 černý křížek · e5 černý křížek · e4 černý křížek · e3 černý křížek · a2 bílý pěšec · b2 bílý pěšec · c2 bílý pěšec · d2 bílý pěšec · e2 černý křížek · f2 bílý pěšec · g2 bílý pěšec · h2 bílý pěšec · e1 černý kroužek | e8 černý kroužek · a7 černý pěšec · b7 černý pěšec · c7 černý pěšec · d7 černý pěšec · e7 černý křížek · f7 černý pěšec · g7 černý pěšec · h7 černý pěšec · e6 černý křížek · e5 černý křížek · e4 černý křížek · e3 černý křížek · a2 bílý pěšec · b2 bílý pěšec · c2 bílý pěšec · d2 bílý pěšec · e2 černý křížek · f2 bílý pěšec · g2 bílý pěšec · h2 bílý pěšec · e1 černý kroužek | e8 černý kroužek · a7 černý pěšec · b7 černý pěšec · c7 černý pěšec · d7 černý pěšec · e7 černý křížek · f7 černý pěšec · g7 černý pěšec · h7 černý pěšec · e6 černý křížek · e5 černý křížek · e4 černý křížek · e3 černý křížek · a2 bílý pěšec · b2 bílý pěšec · c2 bílý pěšec · d2 bílý pěšec · e2 černý křížek · f2 bílý pěšec · g2 bílý pěšec · h2 bílý pěšec · e1 černý kroužek | e8 černý kroužek · a7 černý pěšec · b7 černý pěšec · c7 černý pěšec · d7 černý pěšec · e7 černý křížek · f7 černý pěšec · g7 černý pěšec · h7 černý pěšec · e6 černý křížek · e5 černý křížek · e4 černý křížek · e3 černý křížek · a2 bílý pěšec · b2 bílý pěšec · c2 bílý pěšec · d2 bílý pěšec · e2 černý křížek · f2 bílý pěšec · g2 bílý pěšec · h2 bílý pěšec · e1 černý kroužek | e8 černý kroužek · a7 černý pěšec · b7 černý pěšec · c7 černý pěšec · d7 černý pěšec · e7 černý křížek · f7 černý pěšec · g7 černý pěšec · h7 černý pěšec · e6 černý křížek · e5 černý křížek · e4 černý křížek · e3 černý křížek · a2 bílý pěšec · b2 bílý pěšec · c2 bílý pěšec · d2 bílý pěšec · e2 černý křížek · f2 bílý pěšec · g2 bílý pěšec · h2 bílý pěšec · e1 černý kroužek | e8 černý kroužek · a7 černý pěšec · b7 černý pěšec · c7 černý pěšec · d7 černý pěšec · e7 černý křížek · f7 černý pěšec · g7 černý pěšec · h7 černý pěšec · e6 černý křížek · e5 černý křížek · e4 černý křížek · e3 černý křížek · a2 bílý pěšec · b2 bílý pěšec · c2 bílý pěšec · d2 bílý pěšec · e2 černý křížek · f2 bílý pěšec · g2 bílý pěšec · h2 bílý pěšec · e1 černý kroužek | e8 černý kroužek · a7 černý pěšec · b7 černý pěšec · c7 černý pěšec · d7 černý pěšec · e7 černý křížek · f7 černý pěšec · g7 černý pěšec · h7 černý pěšec · e6 černý křížek · e5 černý křížek · e4 černý křížek · e3 černý křížek · a2 bílý pěšec · b2 bílý pěšec · c2 bílý pěšec · d2 bílý pěšec · e2 černý křížek · f2 bílý pěšec · g2 bílý pěšec · h2 bílý pěšec · e1 černý kroužek | e8 černý kroužek · a7 černý pěšec · b7 černý pěšec · c7 černý pěšec · d7 černý pěšec · e7 černý křížek · f7 černý pěšec · g7 černý pěšec · h7 černý pěšec · e6 černý křížek · e5 černý křížek · e4 černý křížek · e3 černý křížek · a2 bílý pěšec · b2 bílý pěšec · c2 bílý pěšec · d2 bílý pěšec · e2 černý křížek · f2 bílý pěšec · g2 bílý pěšec · h2 bílý pěšec · e1 černý kroužek | 7 |
| 6 | e8 černý kroužek · a7 černý pěšec · b7 černý pěšec · c7 černý pěšec · d7 černý pěšec · e7 černý křížek · f7 černý pěšec · g7 černý pěšec · h7 černý pěšec · e6 černý křížek · e5 černý křížek · e4 černý křížek · e3 černý křížek · a2 bílý pěšec · b2 bílý pěšec · c2 bílý pěšec · d2 bílý pěšec · e2 černý křížek · f2 bílý pěšec · g2 bílý pěšec · h2 bílý pěšec · e1 černý kroužek | e8 černý kroužek · a7 černý pěšec · b7 černý pěšec · c7 černý pěšec · d7 černý pěšec · e7 černý křížek · f7 černý pěšec · g7 černý pěšec · h7 černý pěšec · e6 černý křížek · e5 černý křížek · e4 černý křížek · e3 černý křížek · a2 bílý pěšec · b2 bílý pěšec · c2 bílý pěšec · d2 bílý pěšec · e2 černý křížek · f2 bílý pěšec · g2 bílý pěšec · h2 bílý pěšec · e1 černý kroužek | e8 černý kroužek · a7 černý pěšec · b7 černý pěšec · c7 černý pěšec · d7 černý pěšec · e7 černý křížek · f7 černý pěšec · g7 černý pěšec · h7 černý pěšec · e6 černý křížek · e5 černý křížek · e4 černý křížek · e3 černý křížek · a2 bílý pěšec · b2 bílý pěšec · c2 bílý pěšec · d2 bílý pěšec · e2 černý křížek · f2 bílý pěšec · g2 bílý pěšec · h2 bílý pěšec · e1 černý kroužek | e8 černý kroužek · a7 černý pěšec · b7 černý pěšec · c7 černý pěšec · d7 černý pěšec · e7 černý křížek · f7 černý pěšec · g7 černý pěšec · h7 černý pěšec · e6 černý křížek · e5 černý křížek · e4 černý křížek · e3 černý křížek · a2 bílý pěšec · b2 bílý pěšec · c2 bílý pěšec · d2 bílý pěšec · e2 černý křížek · f2 bílý pěšec · g2 bílý pěšec · h2 bílý pěšec · e1 černý kroužek | e8 černý kroužek · a7 černý pěšec · b7 černý pěšec · c7 černý pěšec · d7 černý pěšec · e7 černý křížek · f7 černý pěšec · g7 černý pěšec · h7 černý pěšec · e6 černý křížek · e5 černý křížek · e4 černý křížek · e3 černý křížek · a2 bílý pěšec · b2 bílý pěšec · c2 bílý pěšec · d2 bílý pěšec · e2 černý křížek · f2 bílý pěšec · g2 bílý pěšec · h2 bílý pěšec · e1 černý kroužek | e8 černý kroužek · a7 černý pěšec · b7 černý pěšec · c7 černý pěšec · d7 černý pěšec · e7 černý křížek · f7 černý pěšec · g7 černý pěšec · h7 černý pěšec · e6 černý křížek · e5 černý křížek · e4 černý křížek · e3 černý křížek · a2 bílý pěšec · b2 bílý pěšec · c2 bílý pěšec · d2 bílý pěšec · e2 černý křížek · f2 bílý pěšec · g2 bílý pěšec · h2 bílý pěšec · e1 černý kroužek | e8 černý kroužek · a7 černý pěšec · b7 černý pěšec · c7 černý pěšec · d7 černý pěšec · e7 černý křížek · f7 černý pěšec · g7 černý pěšec · h7 černý pěšec · e6 černý křížek · e5 černý křížek · e4 černý křížek · e3 černý křížek · a2 bílý pěšec · b2 bílý pěšec · c2 bílý pěšec · d2 bílý pěšec · e2 černý křížek · f2 bílý pěšec · g2 bílý pěšec · h2 bílý pěšec · e1 černý kroužek | e8 černý kroužek · a7 černý pěšec · b7 černý pěšec · c7 černý pěšec · d7 černý pěšec · e7 černý křížek · f7 černý pěšec · g7 černý pěšec · h7 černý pěšec · e6 černý křížek · e5 černý křížek · e4 černý křížek · e3 černý křížek · a2 bílý pěšec · b2 bílý pěšec · c2 bílý pěšec · d2 bílý pěšec · e2 černý křížek · f2 bílý pěšec · g2 bílý pěšec · h2 bílý pěšec · e1 černý kroužek | 6 |
| 5 | e8 černý kroužek · a7 černý pěšec · b7 černý pěšec · c7 černý pěšec · d7 černý pěšec · e7 černý křížek · f7 černý pěšec · g7 černý pěšec · h7 černý pěšec · e6 černý křížek · e5 černý křížek · e4 černý křížek · e3 černý křížek · a2 bílý pěšec · b2 bílý pěšec · c2 bílý pěšec · d2 bílý pěšec · e2 černý křížek · f2 bílý pěšec · g2 bílý pěšec · h2 bílý pěšec · e1 černý kroužek | e8 černý kroužek · a7 černý pěšec · b7 černý pěšec · c7 černý pěšec · d7 černý pěšec · e7 černý křížek · f7 černý pěšec · g7 černý pěšec · h7 černý pěšec · e6 černý křížek · e5 černý křížek · e4 černý křížek · e3 černý křížek · a2 bílý pěšec · b2 bílý pěšec · c2 bílý pěšec · d2 bílý pěšec · e2 černý křížek · f2 bílý pěšec · g2 bílý pěšec · h2 bílý pěšec · e1 černý kroužek | e8 černý kroužek · a7 černý pěšec · b7 černý pěšec · c7 černý pěšec · d7 černý pěšec · e7 černý křížek · f7 černý pěšec · g7 černý pěšec · h7 černý pěšec · e6 černý křížek · e5 černý křížek · e4 černý křížek · e3 černý křížek · a2 bílý pěšec · b2 bílý pěšec · c2 bílý pěšec · d2 bílý pěšec · e2 černý křížek · f2 bílý pěšec · g2 bílý pěšec · h2 bílý pěšec · e1 černý kroužek | e8 černý kroužek · a7 černý pěšec · b7 černý pěšec · c7 černý pěšec · d7 černý pěšec · e7 černý křížek · f7 černý pěšec · g7 černý pěšec · h7 černý pěšec · e6 černý křížek · e5 černý křížek · e4 černý křížek · e3 černý křížek · a2 bílý pěšec · b2 bílý pěšec · c2 bílý pěšec · d2 bílý pěšec · e2 černý křížek · f2 bílý pěšec · g2 bílý pěšec · h2 bílý pěšec · e1 černý kroužek | e8 černý kroužek · a7 černý pěšec · b7 černý pěšec · c7 černý pěšec · d7 černý pěšec · e7 černý křížek · f7 černý pěšec · g7 černý pěšec · h7 černý pěšec · e6 černý křížek · e5 černý křížek · e4 černý křížek · e3 černý křížek · a2 bílý pěšec · b2 bílý pěšec · c2 bílý pěšec · d2 bílý pěšec · e2 černý křížek · f2 bílý pěšec · g2 bílý pěšec · h2 bílý pěšec · e1 černý kroužek | e8 černý kroužek · a7 černý pěšec · b7 černý pěšec · c7 černý pěšec · d7 černý pěšec · e7 černý křížek · f7 černý pěšec · g7 černý pěšec · h7 černý pěšec · e6 černý křížek · e5 černý křížek · e4 černý křížek · e3 černý křížek · a2 bílý pěšec · b2 bílý pěšec · c2 bílý pěšec · d2 bílý pěšec · e2 černý křížek · f2 bílý pěšec · g2 bílý pěšec · h2 bílý pěšec · e1 černý kroužek | e8 černý kroužek · a7 černý pěšec · b7 černý pěšec · c7 černý pěšec · d7 černý pěšec · e7 černý křížek · f7 černý pěšec · g7 černý pěšec · h7 černý pěšec · e6 černý křížek · e5 černý křížek · e4 černý křížek · e3 černý křížek · a2 bílý pěšec · b2 bílý pěšec · c2 bílý pěšec · d2 bílý pěšec · e2 černý křížek · f2 bílý pěšec · g2 bílý pěšec · h2 bílý pěšec · e1 černý kroužek | e8 černý kroužek · a7 černý pěšec · b7 černý pěšec · c7 černý pěšec · d7 černý pěšec · e7 černý křížek · f7 černý pěšec · g7 černý pěšec · h7 černý pěšec · e6 černý křížek · e5 černý křížek · e4 černý křížek · e3 černý křížek · a2 bílý pěšec · b2 bílý pěšec · c2 bílý pěšec · d2 bílý pěšec · e2 černý křížek · f2 bílý pěšec · g2 bílý pěšec · h2 bílý pěšec · e1 černý kroužek | 5 |
| 4 | e8 černý kroužek · a7 černý pěšec · b7 černý pěšec · c7 černý pěšec · d7 černý pěšec · e7 černý křížek · f7 černý pěšec · g7 černý pěšec · h7 černý pěšec · e6 černý křížek · e5 černý křížek · e4 černý křížek · e3 černý křížek · a2 bílý pěšec · b2 bílý pěšec · c2 bílý pěšec · d2 bílý pěšec · e2 černý křížek · f2 bílý pěšec · g2 bílý pěšec · h2 bílý pěšec · e1 černý kroužek | e8 černý kroužek · a7 černý pěšec · b7 černý pěšec · c7 černý pěšec · d7 černý pěšec · e7 černý křížek · f7 černý pěšec · g7 černý pěšec · h7 černý pěšec · e6 černý křížek · e5 černý křížek · e4 černý křížek · e3 černý křížek · a2 bílý pěšec · b2 bílý pěšec · c2 bílý pěšec · d2 bílý pěšec · e2 černý křížek · f2 bílý pěšec · g2 bílý pěšec · h2 bílý pěšec · e1 černý kroužek | e8 černý kroužek · a7 černý pěšec · b7 černý pěšec · c7 černý pěšec · d7 černý pěšec · e7 černý křížek · f7 černý pěšec · g7 černý pěšec · h7 černý pěšec · e6 černý křížek · e5 černý křížek · e4 černý křížek · e3 černý křížek · a2 bílý pěšec · b2 bílý pěšec · c2 bílý pěšec · d2 bílý pěšec · e2 černý křížek · f2 bílý pěšec · g2 bílý pěšec · h2 bílý pěšec · e1 černý kroužek | e8 černý kroužek · a7 černý pěšec · b7 černý pěšec · c7 černý pěšec · d7 černý pěšec · e7 černý křížek · f7 černý pěšec · g7 černý pěšec · h7 černý pěšec · e6 černý křížek · e5 černý křížek · e4 černý křížek · e3 černý křížek · a2 bílý pěšec · b2 bílý pěšec · c2 bílý pěšec · d2 bílý pěšec · e2 černý křížek · f2 bílý pěšec · g2 bílý pěšec · h2 bílý pěšec · e1 černý kroužek | e8 černý kroužek · a7 černý pěšec · b7 černý pěšec · c7 černý pěšec · d7 černý pěšec · e7 černý křížek · f7 černý pěšec · g7 černý pěšec · h7 černý pěšec · e6 černý křížek · e5 černý křížek · e4 černý křížek · e3 černý křížek · a2 bílý pěšec · b2 bílý pěšec · c2 bílý pěšec · d2 bílý pěšec · e2 černý křížek · f2 bílý pěšec · g2 bílý pěšec · h2 bílý pěšec · e1 černý kroužek | e8 černý kroužek · a7 černý pěšec · b7 černý pěšec · c7 černý pěšec · d7 černý pěšec · e7 černý křížek · f7 černý pěšec · g7 černý pěšec · h7 černý pěšec · e6 černý křížek · e5 černý křížek · e4 černý křížek · e3 černý křížek · a2 bílý pěšec · b2 bílý pěšec · c2 bílý pěšec · d2 bílý pěšec · e2 černý křížek · f2 bílý pěšec · g2 bílý pěšec · h2 bílý pěšec · e1 černý kroužek | e8 černý kroužek · a7 černý pěšec · b7 černý pěšec · c7 černý pěšec · d7 černý pěšec · e7 černý křížek · f7 černý pěšec · g7 černý pěšec · h7 černý pěšec · e6 černý křížek · e5 černý křížek · e4 černý křížek · e3 černý křížek · a2 bílý pěšec · b2 bílý pěšec · c2 bílý pěšec · d2 bílý pěšec · e2 černý křížek · f2 bílý pěšec · g2 bílý pěšec · h2 bílý pěšec · e1 černý kroužek | e8 černý kroužek · a7 černý pěšec · b7 černý pěšec · c7 černý pěšec · d7 černý pěšec · e7 černý křížek · f7 černý pěšec · g7 černý pěšec · h7 černý pěšec · e6 černý křížek · e5 černý křížek · e4 černý křížek · e3 černý křížek · a2 bílý pěšec · b2 bílý pěšec · c2 bílý pěšec · d2 bílý pěšec · e2 černý křížek · f2 bílý pěšec · g2 bílý pěšec · h2 bílý pěšec · e1 černý kroužek | 4 |
| 3 | e8 černý kroužek · a7 černý pěšec · b7 černý pěšec · c7 černý pěšec · d7 černý pěšec · e7 černý křížek · f7 černý pěšec · g7 černý pěšec · h7 černý pěšec · e6 černý křížek · e5 černý křížek · e4 černý křížek · e3 černý křížek · a2 bílý pěšec · b2 bílý pěšec · c2 bílý pěšec · d2 bílý pěšec · e2 černý křížek · f2 bílý pěšec · g2 bílý pěšec · h2 bílý pěšec · e1 černý kroužek | e8 černý kroužek · a7 černý pěšec · b7 černý pěšec · c7 černý pěšec · d7 černý pěšec · e7 černý křížek · f7 černý pěšec · g7 černý pěšec · h7 černý pěšec · e6 černý křížek · e5 černý křížek · e4 černý křížek · e3 černý křížek · a2 bílý pěšec · b2 bílý pěšec · c2 bílý pěšec · d2 bílý pěšec · e2 černý křížek · f2 bílý pěšec · g2 bílý pěšec · h2 bílý pěšec · e1 černý kroužek | e8 černý kroužek · a7 černý pěšec · b7 černý pěšec · c7 černý pěšec · d7 černý pěšec · e7 černý křížek · f7 černý pěšec · g7 černý pěšec · h7 černý pěšec · e6 černý křížek · e5 černý křížek · e4 černý křížek · e3 černý křížek · a2 bílý pěšec · b2 bílý pěšec · c2 bílý pěšec · d2 bílý pěšec · e2 černý křížek · f2 bílý pěšec · g2 bílý pěšec · h2 bílý pěšec · e1 černý kroužek | e8 černý kroužek · a7 černý pěšec · b7 černý pěšec · c7 černý pěšec · d7 černý pěšec · e7 černý křížek · f7 černý pěšec · g7 černý pěšec · h7 černý pěšec · e6 černý křížek · e5 černý křížek · e4 černý křížek · e3 černý křížek · a2 bílý pěšec · b2 bílý pěšec · c2 bílý pěšec · d2 bílý pěšec · e2 černý křížek · f2 bílý pěšec · g2 bílý pěšec · h2 bílý pěšec · e1 černý kroužek | e8 černý kroužek · a7 černý pěšec · b7 černý pěšec · c7 černý pěšec · d7 černý pěšec · e7 černý křížek · f7 černý pěšec · g7 černý pěšec · h7 černý pěšec · e6 černý křížek · e5 černý křížek · e4 černý křížek · e3 černý křížek · a2 bílý pěšec · b2 bílý pěšec · c2 bílý pěšec · d2 bílý pěšec · e2 černý křížek · f2 bílý pěšec · g2 bílý pěšec · h2 bílý pěšec · e1 černý kroužek | e8 černý kroužek · a7 černý pěšec · b7 černý pěšec · c7 černý pěšec · d7 černý pěšec · e7 černý křížek · f7 černý pěšec · g7 černý pěšec · h7 černý pěšec · e6 černý křížek · e5 černý křížek · e4 černý křížek · e3 černý křížek · a2 bílý pěšec · b2 bílý pěšec · c2 bílý pěšec · d2 bílý pěšec · e2 černý křížek · f2 bílý pěšec · g2 bílý pěšec · h2 bílý pěšec · e1 černý kroužek | e8 černý kroužek · a7 černý pěšec · b7 černý pěšec · c7 černý pěšec · d7 černý pěšec · e7 černý křížek · f7 černý pěšec · g7 černý pěšec · h7 černý pěšec · e6 černý křížek · e5 černý křížek · e4 černý křížek · e3 černý křížek · a2 bílý pěšec · b2 bílý pěšec · c2 bílý pěšec · d2 bílý pěšec · e2 černý křížek · f2 bílý pěšec · g2 bílý pěšec · h2 bílý pěšec · e1 černý kroužek | e8 černý kroužek · a7 černý pěšec · b7 černý pěšec · c7 černý pěšec · d7 černý pěšec · e7 černý křížek · f7 černý pěšec · g7 černý pěšec · h7 černý pěšec · e6 černý křížek · e5 černý křížek · e4 černý křížek · e3 černý křížek · a2 bílý pěšec · b2 bílý pěšec · c2 bílý pěšec · d2 bílý pěšec · e2 černý křížek · f2 bílý pěšec · g2 bílý pěšec · h2 bílý pěšec · e1 černý kroužek | 3 |
| 2 | e8 černý kroužek · a7 černý pěšec · b7 černý pěšec · c7 černý pěšec · d7 černý pěšec · e7 černý křížek · f7 černý pěšec · g7 černý pěšec · h7 černý pěšec · e6 černý křížek · e5 černý křížek · e4 černý křížek · e3 černý křížek · a2 bílý pěšec · b2 bílý pěšec · c2 bílý pěšec · d2 bílý pěšec · e2 černý křížek · f2 bílý pěšec · g2 bílý pěšec · h2 bílý pěšec · e1 černý kroužek | e8 černý kroužek · a7 černý pěšec · b7 černý pěšec · c7 černý pěšec · d7 černý pěšec · e7 černý křížek · f7 černý pěšec · g7 černý pěšec · h7 černý pěšec · e6 černý křížek · e5 černý křížek · e4 černý křížek · e3 černý křížek · a2 bílý pěšec · b2 bílý pěšec · c2 bílý pěšec · d2 bílý pěšec · e2 černý křížek · f2 bílý pěšec · g2 bílý pěšec · h2 bílý pěšec · e1 černý kroužek | e8 černý kroužek · a7 černý pěšec · b7 černý pěšec · c7 černý pěšec · d7 černý pěšec · e7 černý křížek · f7 černý pěšec · g7 černý pěšec · h7 černý pěšec · e6 černý křížek · e5 černý křížek · e4 černý křížek · e3 černý křížek · a2 bílý pěšec · b2 bílý pěšec · c2 bílý pěšec · d2 bílý pěšec · e2 černý křížek · f2 bílý pěšec · g2 bílý pěšec · h2 bílý pěšec · e1 černý kroužek | e8 černý kroužek · a7 černý pěšec · b7 černý pěšec · c7 černý pěšec · d7 černý pěšec · e7 černý křížek · f7 černý pěšec · g7 černý pěšec · h7 černý pěšec · e6 černý křížek · e5 černý křížek · e4 černý křížek · e3 černý křížek · a2 bílý pěšec · b2 bílý pěšec · c2 bílý pěšec · d2 bílý pěšec · e2 černý křížek · f2 bílý pěšec · g2 bílý pěšec · h2 bílý pěšec · e1 černý kroužek | e8 černý kroužek · a7 černý pěšec · b7 černý pěšec · c7 černý pěšec · d7 černý pěšec · e7 černý křížek · f7 černý pěšec · g7 černý pěšec · h7 černý pěšec · e6 černý křížek · e5 černý křížek · e4 černý křížek · e3 černý křížek · a2 bílý pěšec · b2 bílý pěšec · c2 bílý pěšec · d2 bílý pěšec · e2 černý křížek · f2 bílý pěšec · g2 bílý pěšec · h2 bílý pěšec · e1 černý kroužek | e8 černý kroužek · a7 černý pěšec · b7 černý pěšec · c7 černý pěšec · d7 černý pěšec · e7 černý křížek · f7 černý pěšec · g7 černý pěšec · h7 černý pěšec · e6 černý křížek · e5 černý křížek · e4 černý křížek · e3 černý křížek · a2 bílý pěšec · b2 bílý pěšec · c2 bílý pěšec · d2 bílý pěšec · e2 černý křížek · f2 bílý pěšec · g2 bílý pěšec · h2 bílý pěšec · e1 černý kroužek | e8 černý kroužek · a7 černý pěšec · b7 černý pěšec · c7 černý pěšec · d7 černý pěšec · e7 černý křížek · f7 černý pěšec · g7 černý pěšec · h7 černý pěšec · e6 černý křížek · e5 černý křížek · e4 černý křížek · e3 černý křížek · a2 bílý pěšec · b2 bílý pěšec · c2 bílý pěšec · d2 bílý pěšec · e2 černý křížek · f2 bílý pěšec · g2 bílý pěšec · h2 bílý pěšec · e1 černý kroužek | e8 černý kroužek · a7 černý pěšec · b7 černý pěšec · c7 černý pěšec · d7 černý pěšec · e7 černý křížek · f7 černý pěšec · g7 černý pěšec · h7 černý pěšec · e6 černý křížek · e5 černý křížek · e4 černý křížek · e3 černý křížek · a2 bílý pěšec · b2 bílý pěšec · c2 bílý pěšec · d2 bílý pěšec · e2 černý křížek · f2 bílý pěšec · g2 bílý pěšec · h2 bílý pěšec · e1 černý kroužek | 2 |
| 1 | e8 černý kroužek · a7 černý pěšec · b7 černý pěšec · c7 černý pěšec · d7 černý pěšec · e7 černý křížek · f7 černý pěšec · g7 černý pěšec · h7 černý pěšec · e6 černý křížek · e5 černý křížek · e4 černý křížek · e3 černý křížek · a2 bílý pěšec · b2 bílý pěšec · c2 bílý pěšec · d2 bílý pěšec · e2 černý křížek · f2 bílý pěšec · g2 bílý pěšec · h2 bílý pěšec · e1 černý kroužek | e8 černý kroužek · a7 černý pěšec · b7 černý pěšec · c7 černý pěšec · d7 černý pěšec · e7 černý křížek · f7 černý pěšec · g7 černý pěšec · h7 černý pěšec · e6 černý křížek · e5 černý křížek · e4 černý křížek · e3 černý křížek · a2 bílý pěšec · b2 bílý pěšec · c2 bílý pěšec · d2 bílý pěšec · e2 černý křížek · f2 bílý pěšec · g2 bílý pěšec · h2 bílý pěšec · e1 černý kroužek | e8 černý kroužek · a7 černý pěšec · b7 černý pěšec · c7 černý pěšec · d7 černý pěšec · e7 černý křížek · f7 černý pěšec · g7 černý pěšec · h7 černý pěšec · e6 černý křížek · e5 černý křížek · e4 černý křížek · e3 černý křížek · a2 bílý pěšec · b2 bílý pěšec · c2 bílý pěšec · d2 bílý pěšec · e2 černý křížek · f2 bílý pěšec · g2 bílý pěšec · h2 bílý pěšec · e1 černý kroužek | e8 černý kroužek · a7 černý pěšec · b7 černý pěšec · c7 černý pěšec · d7 černý pěšec · e7 černý křížek · f7 černý pěšec · g7 černý pěšec · h7 černý pěšec · e6 černý křížek · e5 černý křížek · e4 černý křížek · e3 černý křížek · a2 bílý pěšec · b2 bílý pěšec · c2 bílý pěšec · d2 bílý pěšec · e2 černý křížek · f2 bílý pěšec · g2 bílý pěšec · h2 bílý pěšec · e1 černý kroužek | e8 černý kroužek · a7 černý pěšec · b7 černý pěšec · c7 černý pěšec · d7 černý pěšec · e7 černý křížek · f7 černý pěšec · g7 černý pěšec · h7 černý pěšec · e6 černý křížek · e5 černý křížek · e4 černý křížek · e3 černý křížek · a2 bílý pěšec · b2 bílý pěšec · c2 bílý pěšec · d2 bílý pěšec · e2 černý křížek · f2 bílý pěšec · g2 bílý pěšec · h2 bílý pěšec · e1 černý kroužek | e8 černý kroužek · a7 černý pěšec · b7 černý pěšec · c7 černý pěšec · d7 černý pěšec · e7 černý křížek · f7 černý pěšec · g7 černý pěšec · h7 černý pěšec · e6 černý křížek · e5 černý křížek · e4 černý křížek · e3 černý křížek · a2 bílý pěšec · b2 bílý pěšec · c2 bílý pěšec · d2 bílý pěšec · e2 černý křížek · f2 bílý pěšec · g2 bílý pěšec · h2 bílý pěšec · e1 černý kroužek | e8 černý kroužek · a7 černý pěšec · b7 černý pěšec · c7 černý pěšec · d7 černý pěšec · e7 černý křížek · f7 černý pěšec · g7 černý pěšec · h7 černý pěšec · e6 černý křížek · e5 černý křížek · e4 černý křížek · e3 černý křížek · a2 bílý pěšec · b2 bílý pěšec · c2 bílý pěšec · d2 bílý pěšec · e2 černý křížek · f2 bílý pěšec · g2 bílý pěšec · h2 bílý pěšec · e1 černý kroužek | e8 černý kroužek · a7 černý pěšec · b7 černý pěšec · c7 černý pěšec · d7 černý pěšec · e7 černý křížek · f7 černý pěšec · g7 černý pěšec · h7 černý pěšec · e6 černý křížek · e5 černý křížek · e4 černý křížek · e3 černý křížek · a2 bílý pěšec · b2 bílý pěšec · c2 bílý pěšec · d2 bílý pěšec · e2 černý křížek · f2 bílý pěšec · g2 bílý pěšec · h2 bílý pěšec · e1 černý kroužek | 1 |
|   | a | b | c | d | e | f | g | h |   |

Volný sloupec je v šachu sloupec na šachovnici, na kterém již není žádný pěšec. Na diagramu je sloupec e volným sloupcem. Obecně platí, že takový volný sloupec je výhodné obsadit vlastní věží nebo dámou, neboť může velmi dobře posloužit jako vhodné místo pro útok. Nejčastějším cílem útoku bývá soupeřova druhá nebo první řada (pokud je bílý) resp. sedmá nebo osmá řada (pokud je černý). Kontrola nepřátelské druhé řady je výhodou, neboť se na ní obvykle nacházejí nechránění nebo špatně chránění pěšci.